# Sent Quentin (Charente)
Sent Quentin (en francès Saint-Quentin-sur-Charente) és una comuna francesa del departament del Charente, a Nova Aquitània

## Geografia
La vila està situada en el cràter del meteorit de Rochechouart.

## Demografia
1962 - 241 h / 1975 - 250 h / 1990 - 250 h / 1999 - 232 h 

## Economia
Vinya. Ramaderia bovina, ovina i porcina.

## Patrimoni i turisme
- Castell de Pressac, del segle xv, restaurat. Amb jardins interessants.
- Església del segle xi, amb obres del segle xv.
- Naturalesa: 
  - Vall de la Charente
  - Boscos
- Caça